# عبد الحکیم عامر

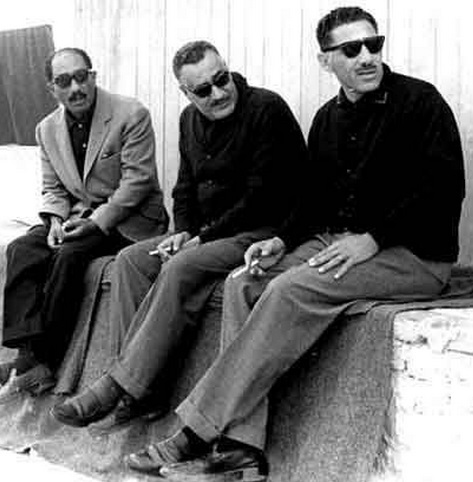
عامر (راست)، همراه جمال عبدالناصر رئیس‌جمهور (وسط) و سخنگوی پارلمان انورسادات (چپ)، ۱۹۶۵

عبدالحکیم عامر (زاده ۱۱ دسامبر ۱۹۱۹ – درگذشته ۱۴ س‍پتامبر ۱۹۶۷) از اعضای افسران آزاد و از طراحان کودتای ۱۹۵۲ به رهبری محمد نجیب در مصر بود. او از نزدیکترین دوستان جمال عبدالناصر به‌شمار می‌رفت. او از سوی جمال عبدالناصر به عنوان حاکم تام‌الاختیار استان سوریه در جمهوری جدید التاسیس متحده عربی تعیین شد. سپهبد عامر پس از شکست جبهه متحده عرب از اسراییل در جنگ ۱۹۶۷ خودکشی کرد.

## زندگی‌نامه
عامر در دسامبر سال ۱۹۱۹ در منطقه آستل سامالوت در استان آل ماینا متولد شد. پس از اتمام مدرسه ابتدایی، او در آکادمی نظامی قاهره حضور یافت و در سال ۱۹۳۸ فارغ‌التحصیل شد. او در سال ۱۹۳۹ به خدمت ارتش مصر درآمد.

## جایزه
عبدالحکیم عامر در تاریخ ۱۳ می ۱۹۶۴ عنوان قهرمان اتحاد جماهیر شوروی را به خود اختصاص داد.

## افتخارات خارجی
- مالزی: فرمانده کبیر مدافعان قلمرو (۱۹۶۵)[۴]